# اندازه‌گیری بارش جهانی
اندازه‌گیری بارش جهانی یا سنجش جهانی بارش (انگلیسی: Global Precipitation Measurement) که به اختصار GPM نامیده می‌شود، نام پروژه‌ای مشترک بین آژانس کاوش‌های هوافضای ژاپن و ناسا و دیگر آژانس‌های فضایی بین‌المللی است که هدف آن دیدبانی پیوسته (هر ۲ تا ۳ ساعت) بارش زمین است. این پروژه بخشی از برنامه ناسا به‌نام ماموریت‌های روش‌مند زمین است که با در اختیار داشتن مجموعه‌ای از ماهواره‌ها به‌منظور تأمین پوشش کلی کره زمین فعالیت می‌کند. این پروژه نقشه‌های بارش جهانی را تهیه می‌کند که به پژوهشگران در زمینه مطالعه اقلیم جهان، پیش‌بینی حوادث و بلایای طبیعی و بهبود کاربرد داده‌های ماهواره‌ای در زمینه کمک به جامعه بشری یاری می‌رساند.
مدیریت پروژه سنجش جهانی بارندگی بر عهده مرکز پروازهای فضایی گودارد (وابسته به ناسا) است و شامل ماهواره دیدبانی مرکزی است که مجموعه‌ای از ماهواره‌های متعلق به سایر آژانس‌های فضایی و دیگر پروژه‌ها نیز به آن یاری می‌رسانند. ماهواره دیدبانی مرکزی این پروژه در مرکز پروازهای فضایی گودارد ساخته و آزمایش شد و در ۲۸ فوریه ۲۰۱۴ از مرکز فضایی تانیگاشیما در ژاپن با استفاده از راکت H-IIA متعلق به صنایع سنگین میتسوبیشی به فضا پرتاب شد.